# ジンマー
ジンマー（Symmar ）はシュナイダー・クロイツナッハのレンズブランド。オルソメター型のレンズに使用される。

## 製品一覧

### グラフレックスXLシリーズ用
- MCジンマー100mmF5.6
- MCジンマー150mmf5.6

### ホースマンSW617用
- アポジンマー180mmF5.6

### ローライ（6000シリーズ一眼レフ）用
- アポジンマーPQS90mmF4マクロHFT

### 大判カメラ用
古いジンマーF5.6は「前玉外し（後玉のみ）」でも使え、鏡胴に通常用の白刻印、前玉外し用の緑刻印の2通りの焦点距離と絞り刻印がある。土門拳が「後玉外し（前玉のみ）」で使用しているが、これは本来誤用である。前玉外しの状態で開放にすると少しソフト描写になり、イメージサークルが直径で約1.5倍に広くなる。（カタログでは前玉外しの状態では包括角度40度で前後玉使用時のイメージサークルよりやや小さい。）ジンマーSになって前玉外し用の刻印はなくなった。マクロジンマーHMは等倍撮影に最適化された近接用レンズで1/4×-4倍までの撮影も可能。
- スーパージンマーアスフェリックXL80mmF4.5
- スーパージンマーアスフェリックXL110mmF5.6
- スーパージンマーアスフェリックXL150mmF5.6
- スーパージンマーアスフェリックXL210mmF9.4
- スーパージンマーHM120mmF5.6 - アタッチメントはφ67mmねじ込み。イメージサークル211mm（F45）。シャッターコパル/#0。
- スーパージンマーHM150mmF5.6 - アタッチメントはφ77mmねじ込み。イメージサークル254mm（F22）。シャッター#1。
- スーパージンマーHM210mmF5.6 - アタッチメントはφ100mmねじ込み。イメージサークル356mm（F22）。シャッター#3。
- マクロジンマーHM80mmF5.6 - アタッチメントはφ40mmねじ込み。イメージサークル141mm（F22、1×）。シャッター#0。
- マクロジンマーHM120mmF5.6 - アタッチメントはφ40.5mmねじ込み。イメージサークル250mm（F22、1×）。シャッター#0。
- マクロジンマーHM180mmF5.6 - アタッチメントはφ58mmねじ込み。イメージサークル375mm（F22、1×）。シャッター#1。
- アポジンマーL120mmF5.6
- アポジンマーL150mmF5.6
- アポジンマーL180mmF5.6
- アポジンマーL210mmF5.6
- アポジンマーL300mmF5.6
- アポジンマーL480mmF8.4
- アポジンマー100mmF5.6 - アタッチメントはφ40.5mmねじ込み。イメージサークル145mm（F22）。シャッター#0。
- アポジンマー120mmF5.6 - アタッチメントはφ49mmねじ込み。イメージサークル179mm（F22）。シャッター#0。
- アポジンマー135mmF5.6 - アタッチメントはφ49mmねじ込み。イメージサークル195mm（F22）。シャッター#0。
- アポジンマー150mmF5.6 - アタッチメントはφ58mmねじ込み。イメージサークル220mm（F22）。シャッター#0。
- アポジンマー180mmF5.6 - アタッチメントはφ58mmねじ込み。イメージサークル263mm（F22）。シャッター#1。
- アポジンマー210mmF5.6 - アタッチメントはφ72mmねじ込み。イメージサークル305mm（F22）。シャッター#1。
- アポジンマー240mmF5.6 - アタッチメントはφ77mmねじ込み。イメージサークル352mm（F22）。シャッター#3。
- アポジンマー300mmF5.6 - アタッチメントはφ105mmねじ込み。イメージサークル425mm（F22）。シャッター#3。
- アポジンマー360mmF6.8 - アタッチメントはφ112mmねじ込み。イメージサークル491mm（F22）。シャッター#3。
- アポジンマー480mmF8.4 - アタッチメントはφ105mmねじ込み。イメージサークル500mm（F22）。シャッター#3。
- アポジンマー480mmF9.4 - アタッチメントはφ105mmねじ込み。イメージサークル500mm（F22）。シャッター#3。
- ジンマーS100mmF5.6
- ジンマーS120mmF5.6
- ジンマーS135mmF5.6
- ジンマーS150mmF5.6
- ジンマーS180mmF5.6
- ジンマーS210mmF5.6
- ジンマーS240mmF5.6
- ジンマーS300mmF5.6
- ジンマーS360mmF6.8
- ジンマーS480mmF8.4
- ジンマーS480mmF9.4
- ジンマー80mmF5.6 - アタッチメントはφ40.5mmねじ込み。イメージサークル110.6mm（F16）。シャッター#0。
- ジンマー100mmF5.6 - アタッチメントはφ40.5mmねじ込み。イメージサークル143.2mm（F16）。シャッター#0。「前玉外し」時は175mmF12。
- ジンマー135mmF5.6 - アタッチメントはφ40.5mmねじ込み。イメージサークル190mm（F16）。シャッター#0。「前玉外し」時は235mmF12。
- ジンマー150mmF5.6 - アタッチメントはφ49mmねじ込み。イメージサークル210mm（F16）。シャッター#1。「前玉外し」時は265mmF12。
- ジンマー180mmF5.6 - アタッチメントはφ58mmねじ込み。イメージサークル255mm（F16）。シャッター#1。「前玉外し」時は315mmF12。
- ジンマー210mmF5.6 - アタッチメントはφ58mmねじ込み。イメージサークル297mm（F16）。シャッター#1。「前玉外し」時は370mmF12。
- ジンマー240mmF5.6 - アタッチメントはφ67mmねじ込み。イメージサークル336mm（F16）。シャッター#3。「前玉外し」時は420mmF12。
- ジンマー300mmF5.6 - アタッチメントはφ86mmねじ込み。イメージサークル402mm（F16）。シャッター#3。「前玉外し」時は500mmF12。
- ジンマー355mmF6.8 - アタッチメントはφ105mmねじ込み。イメージサークル500mm（F16）。シャッター#3。
- ジンマー360mmF5.6 - アタッチメントはφ105mmねじ込み。イメージサークル500mm（F16）。シャッター#5。「前玉外し」時は620mmF12。